# Vidovići (Cres)
Vidovići su naselje na otoku Cresu, koje administrativno pripada gradu Cresu.

## Zemljopisni položaj
Nalaze se zapadno od Vranskog jezera, iznad Martinšćice, preko koji vodi cesta do ovog naselja. Nadmorska visina naselja je oko 260 metara.
Najbliže naselje je Martinšćica (2 km južno).

## Stanovništvo
Prema popisu iz 2001. godine, naselje ima 12 stanovnika. Naselje ima desetak kuća.
| broj stanovnika |       |       | 99    | 114   | 130   | 124   |       |       | 112   | 106   | 80    | 46    | 30    | 21    | 12    | 2     | 4     |
|                 | 1857. | 1869. | 1880. | 1890. | 1900. | 1910. | 1921. | 1931. | 1948. | 1953. | 1961. | 1971. | 1981. | 1991. | 2001. | 2011. | 2021. |

## Vanjske poveznice
- Grad Cres: Naselja na području grada Cresa